# 空居天
佛教認為，世界圍繞須彌山而成，須彌山及以上爲天界，分為欲界天、色界天、無色界天，而欲界天又分為地居天和空居天。須彌山以上的虛空，每一層天都屬於空居天，在此居住的天人稱爲空居天人。

## 概論
欲界六層天（कामधातु  Kāmadhātu）依照性質的不同分為兩種：地居天在須彌山以下，依地而住；空居天在須彌山以上，依空而住。欲界天包括四天王天、忉利天、夜摩天、兜率天、化樂天、他化自在天。
四天王天居須彌山腰，忉利天居須彌山頂，此二天均未離開大地，因此稱地居天；居須彌山以上的夜摩天、兜率天、化樂天、他化自在天稱為空居天。

## 引用
1. ↑  ,   [2018-08-29], （原始内容存档于2017-01-03）
2. ↑  《佛学大辞
典》：【空居天】：居于空之天也。对于地居天而言。谓欲界之夜摩，兜率，化乐，他化自在四天及色界之诸天也。